# Santa Maria de Vallvidrera
Santa Maria de Vallvidrera és una església del nucli homònim de Barcelona, catalogada com a bé cultural d'interès local. Al costat hi ha un mas, que també està inventariat.

## Història
L'església està documentada des del 987, quan un tal Muç o Moció mor en tornar del captiveri que va patir amb la ràtzia d'Almansor al 985, deixà, entre altres legats, una vinya a Sancta Maria qui est sita in Valle Vitraria. El testament fou jurat a l'altar de Santa Maria a St. Joan de Valle Vitraria, l'església, probablement amb tres advocacions com era habitual, pertanyia llavors a Sant Cebrià d'Aquallonga (actual Valldoreix).
El temple actual va ser construït el 1540-1587 pel mestre de cases occità Lleonard Bosch, essent, tot i les modificacions del segle xvii, una clara mostra de la pervivència de la tradició gòtica en l'arquitectura catalana al segle xvi.

## Descripció

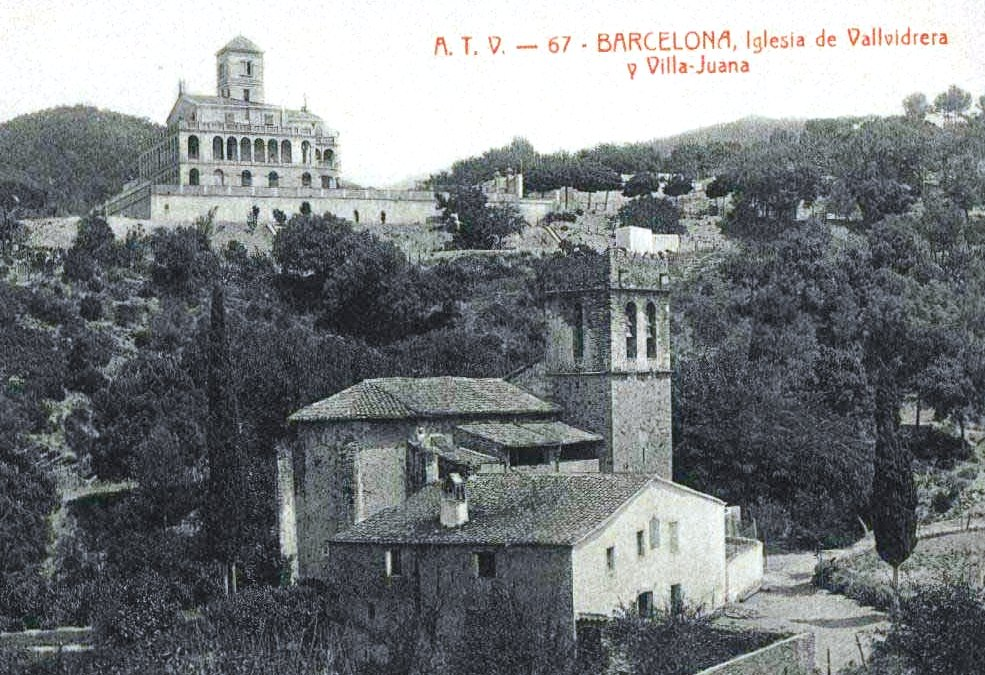
Santa Maria de Vallvidrera i al fons Vil·la Joana

El temple està envoltat d'una zona boscosa del Parc Natural de Collserola. S'hi accedeix a través d'un pati on es conserva encara el cementiri parroquial encerclat per un mur de tancament de pedra. L'església és d'una sola nau i absis poligonal, amb un campanar de planta quadrada flanquejant el temple. La façana principal es troba sense massa ornamentació amb la pedra arrebossada: sobre la porta trobem una fornícula amb una creu i un petit rosetó amb un vitrall. L'interior és igualment auster, amb voltes de creueria a la part principal i voltes apuntades a l'espai lateral.